# Bitwa pod Giurgiu
Bitwa pod Giurgiu – starcie zbrojne, które miało miejsce dnia 30 października 1595 r. w trakcie III wojny austriacko-tureckiej (1593–1615).
W roku 1594 papież Klemens VIII zwołał ligę antyturecką w skład której weszły Austria, Hiszpania, państwa niemieckie i księstwa włoskie. W tym samym roku do ligi przystąpił hospodar Wołoszczyzny Michał, atakując naddunajską twierdzę Giurgiu. Atak nie przyniósł zamierzonego celu a twierdza pozostała w rękach tureckich. Michałowi udało się jedynie złupić miasto. Wojska wołoskie przez całą zimę atakowały garnizony tureckie, zdobywając 21 stycznia 1595 r. Ruszczuk. 
Latem tego samego roku kilkudziesięciotysięczna armia turecka pod wodzą Sinana Paszy pokonując Dunaj zajęła Bukareszt i Târgoviște, po czym skierowała swoje kroki na Siedmiogród, gdzie schroniły się wołoskie wojska po bitwie w wąwozie Calugareni. 
We wrześniu Zygmunt Batory na czele wojsk ligi antytureckiej wyruszył przeciwko Sinanowi Paszy. Po drodze dołączyły się do niego wojska wołoskie w sile 8 000 ludzi. Po odbiciu z rąk tureckich Bukaresztu i Târgoviște, wojska ligi ruszyły w ślad za wycofującym się wrogiem. Dnia 30 października 1595 r. wojska ligi dotarły do Giurgiu, gdzie dostrzegły wycofujące się mostem pontonowym wojska tureckie. Tylna straż Turków, która nie zdążyła przeprawić się na drugą stronę, została rozbita w wyniku ataku sprzymierzonych. Kolejnym celem wojsk ligi była twierdza Giurgiu. Po skutecznym ostrzale artyleryjskim i zrobieniu wyłomu w murze, wojska ligi po wycięciu obrońców zdobyły miasto. 